# Cestrum dasyanthum
Cestrum dasyanthum là loài thực vật có hoa trong họ Cà. Loài này được Donn.Sm. mô tả khoa học đầu tiên năm 1897.